# Sistema de Conservación de Paisajes Nacionales
El Sistema de Conservación de Paisajes Nacionales (en inglés, «National Landscape Conservation System», NLCS) es un sistema de áreas protegidas de los Estados Unidos cuya gestión tiene encomendada la Oficina de Manejo de Tierras (Bureau of Land Management, BLM). Creado en el año 2000, en enero de 2009 el sistema contaba con un total de 860 unidades y casi 110 000 km² de tierras protegidas, integrando una colección de las áreas consideradas como las «joyas de la corona» del Oeste del país. Estas tierras representan más del 10% de los 1 040 000 km² gestionados por el Bureau of Land Management. La agencia federal BLM es el mayor administrador de tierras públicas federales, estando a su cargo más del 40% del total de tierras públicas federales de la nación. Las otras grandes agencias federales encargadas de gestionar tierras públicas son el Servicio Forestal de los Estados Unidos («U.S. Forest Service», USFS), el Servicio Nacional de Parques (National Park Service, NPS), y el Servicio de Pesca y Vida Salvaje («U.S. Fish and Wildlife Service», USFWS).

## Historia
Con los años, el Bureau of Land Management ha tenido que adaptar su enfoque a la gestión de las tierras públicas para adaptarse a las necesidades cambiantes de la nación. El BLM ha gestionado históricamente las tierras bajo su jurisdicción para usos extractivos, como la minería, la tala, el pastoreo y la producción de petróleo y gas. En 1996, el presidente Clinton cambió significativamente esta función cuando estableció, haciendo uso de la prerrogativa presidencial que le permite la «Antiquities Act» de 1906, el primer monumento nacional que iba a ser administrado por la BLM —el Monumento Nacional Grand Staircase-Escalante, en el sur de Utah—. Con esta, y varias denominaciones más similares, surgió un nuevo enfoque que se convertiría en uno de los nuevos objetivos de la agencia al administrar sus tierras: la protección de zonas especiales en las que el objetivo es la conservación y la restauración del paisaje y sus recursos biológicos o culturales.
El Sistema de Conservación de Paisajes Nacionales del Bureau of Land Management fue creado en el año 2000 con la misión de:

[...] conservar, proteger y restaurar aquellos paisajes de importancia nacional que tienen valor cultural, ecológico y científico en beneficio de las generaciones actuales y futuras.
[...] conserve, protect, and restore these nationally significant landscapes that have outstanding cultural, ecological, and scientific values for the benefit of current and future generations.

Estas joyas de la corona son algunos de los últimos lugares que aún quedan libres para experimentar la historia y la salvaje belleza del Oeste, desarrollando actividades de caza, pesca, acceso a abruptos terrenos al aire libre, y oportunidades para disfrutar de la aventura. La protección de estas tierras también facilita la protección de las estructuras y sitios arqueológicos, ofreciendo a las personas la rara oportunidad de conectar con el pasado de la nación. El Sistema de Conservación también juega un papel fundamental en la preservación de la ecología del ahora rápidamente cambiante paisaje del Oeste. El Sistema de Conservación ayuda a mantener el complejo ecosistema de desiertos, bosques y pastizales y las numerosas cuencas hidrográficas. Los paisajes proporcionan el tejido conectivo que sostiene la biodiversidad y los patrones de las migraciones estacionales para innumerables especies de fauna silvestre.
El Sistema de Conservación fue creado en el año 2000, pero sin la autorización del Congreso, no había garantía de que el Sistema sobreviviese más de una década. Actualmente, es vulnerable y puede ser disuelto, con una escasa dotación de fondos y aquejado de una mala gestión. Sólo el Congreso de los Estados Unidos puede establecer permanentemente el Sistema de Conservación de Paisajes Nacionales como la gran última gran red de protección de las tierras estadounidenses.
La ley del Sistema de Conservación de Paisajes Nacionales («National Landscape Conservation System Act»), presentada en 2007, fue aprobada por la Cámara de Representantes en abril de 2008 y se espera que sea firmada como ley a principios de 2009. La Ley quiere consolidar las unidades individuales como un sistema permanente. La permanencia del Sistema permitirá participar al Congreso en asegurar que el Sistema es administrado y financiado adecuadamente, y asegurarse de que las tierras están protegidas para las generaciones futuras.

## Denominaciones del Sistema
El Sistema ayuda a aclarar los propósitos fundamentales de estos lugares. Proporciona un marco en el que la misión y la visión para la gestión y el uso de esas tierras puede ser entendido mejor. Hay diez denominaciones de conservación federales diferentes para las unidades que componen el Sistema de Conservación de Paisajes Nacionales: 
|                     |                                               | Denominación                                                                        | Denominación                                                                     | Denominación       |           | Área     | Longitud |
|                     | Categoría                                     | Siglas                                                                              | Inglés                                                                           | Español            | Número    | (km²)    | (km)     |
| ------------------- | --------------------------------------------- | ----------------------------------------------------------------------------------- | -------------------------------------------------------------------------------- | ------------------ | --------- | -------- | -------- |
|                     | Monumentos y Áreas de Conservación Nacionales | NM                                                                                  | National Monument                                                                | Monumento nacional | 15        | 19 458,8 |          |
| NCA                 | Monumentos y Áreas de Conservación Nacionales | National Conservation Area                                                          | Área de conservación nacional                                                    | 13                 | 56 658,2  |          |          |
|                     | Monumentos y Áreas de Conservación Nacionales | Cooperative Management and Protection Area Forest Reserve Outstanding Natural Area> | Área de Gestión Cooperativa y Protección Reserva Forestal Área Natural Destacada | 6                  | 5805,3    |          |          |
| Vida Salvaje        | WA                                            | Wilderness Area                                                                     | Áreas de Vida Salvaje                                                            | 190                | 31 295,6  |          |          |
| Vida Salvaje        | WSA                                           | Wilderness Study Area                                                               | Área de estudio de vida silvestre                                                | 585                | 55 863,9  |          |          |
| Ríos                | NWSR                                          | National Wild and Scenic River                                                      | Río Nacional Salvaje y Paisajístico                                              | 38                 | 4054,4    | 3302     |          |
| Senderos («Trails») | NHT                                           | National Historic Trail                                                             | Sendero histórico nacional                                                       | 10                 |           | 8595     |          |
| Senderos («Trails») | NST                                           | National Scenic Trail                                                               | Sendero paísajístico nacional                                                    | 3                  |           | 1004     |          |
| Total               |                                               |                                                                                     |                                                                                  | 860                | 109 265,1 | 12 904   |          |

Muchas de estas figuras ya tienen gran tradición en la política medioambiental de los EE. UU., y no recaen únicamente en la agencia, como es el caso de los monumentos nacionales, gestionados en su gran mayoría por el Servicio de Parques Nacionales (NPS). 
Hay monumentos nacionales del Sistema de Conservación de Paisajes Nacionales en los estados de Arizona (5), California (3), Montana (2), Colorado (1), Idaho (1), Nuevo México (1), Oregón/Washington (1) y Utah (1). Además, en otros cuatro estados —Alaska, Marylan, Nevada y Wyoming— hay alguna unidad del Sistema. 
- Algunas unidades del Sistema se superponen. Debido a estas coincidencias, no es posible llegar a una superficie total de todas las unidades únicamente mediante la suma de la superficie total de cada una de las categorías.